# Maria Louise Koekkoek
Maria Louise Koekkoek, auch Marie Louise Koekkoek (* 23. Dezember 1840 in Kleve; † 1910 in Durlach) war eine deutsche Landschaftsmalerin.

## Leben
Maria Louise Koekkoek stammte aus der holländischen Malerfamilie Koekkoek. Die Künstlerin war die jüngste von fünf Töchtern (darunter Adèle Koekkoek) des Malers Barend Cornelis Koekkoek und der Elise Therese Daiwaille sowie Enkelin des Malers Johannes Hermanus Koekkoek. Ihr Vater unterwies sie in Malerei. Nach seinem frühen Tod 1862 setzte sie die Tradition ihres Vaters fort und wurde Landschaftsmalerin. Ihre Werke entstanden zwischen 1855 und 1910.

## Werke (Auswahl)
- Landschap met vier figuren[4]
- Scherenschnitte[5][6]
- Einige ihrer Arbeiten befinden sich unter anderem im B.C. Koekkoek-Haus in Kleve.[5][6]